# Gynodiastylis tubicola
Gynodiastylis tubicola är en kräftdjursart som beskrevs av Hiroshi Harada 1962. Gynodiastylis tubicola ingår i släktet Gynodiastylis och familjen Gynodiastylidae. Inga underarter finns listade i Catalogue of Life.